# Gerallt Lloyd Owen
Gerallt Lloyd Owen (6. listopadu 1944 – 15. července 2014) byl velšský básník píšící ve velštině.

## Život
Narodil se ve vesnici Sarnau v hrabství Gwynedd. Studoval na škole Ysgol Tŷ Tan Domen v obci Bala. Na počátku kariéry se ve své tvorbě inspiroval převážně přírodou, vírou a láskou. Koncem šedesátých let ve svých básních zachycoval velšské nacionalistické protesty. Svou první básnickou sbírku nazvanou Ugain oed a’i Ganiadau vydal v roce 1966. Později se věnoval pedagogické činnosti a roku 1972 založil tiskárnu Gwasg Gwynedd ve městě Caernarfon. V následujících letech vydával komiksy, ale i knihy pro děti.
Získal řadu ocenění, mezi které patří například Urdd National, kterou v letech 1962 až 1969 získal třikrát. Roku 1972 byla publikována jeho báseň Cerddi’r Cywilydd, v níž kritizuje investituru prince z Walesu. Za svou knihu Cilmeri a cherddi eraill z roku 1991 získal velšské ocenění Kniha roku. Zemřel roku 2014 po krátké nemoci ve věku 69 let. Se svou manželkou Alwenou měl dvě dcery a jednoho syna. Manželství se rozpadlo ještě před jeho smrtí.

## Dílo
- Ugain Oed a'i Ganiadau (1966)
- Cerddi'r Cywilydd (1972)
- Cilmeri a cherddi eraill (1991)